# Maniokbrot

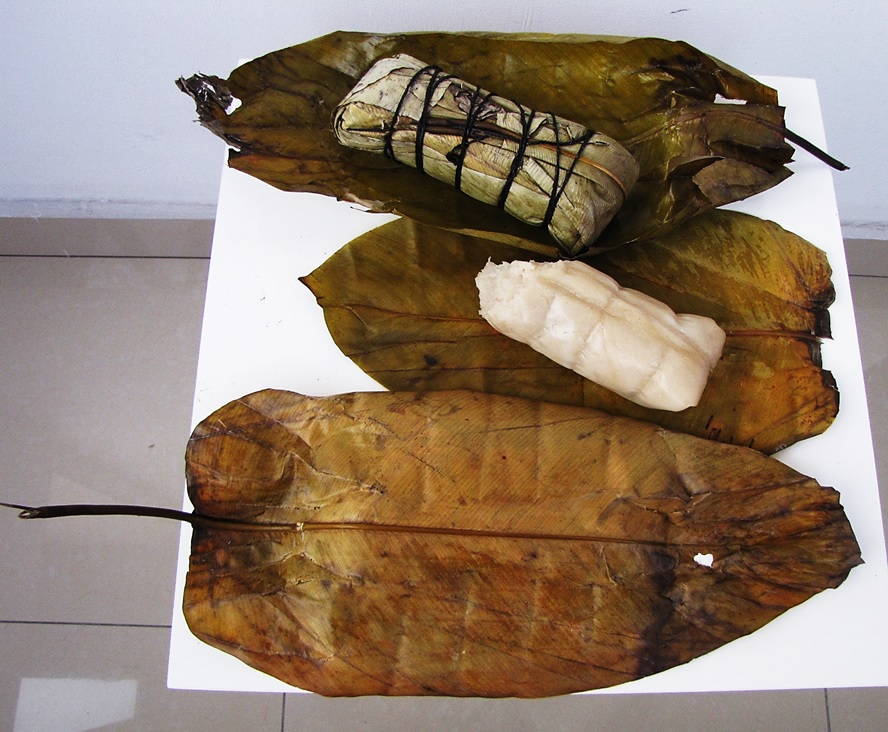
Maniokbrot

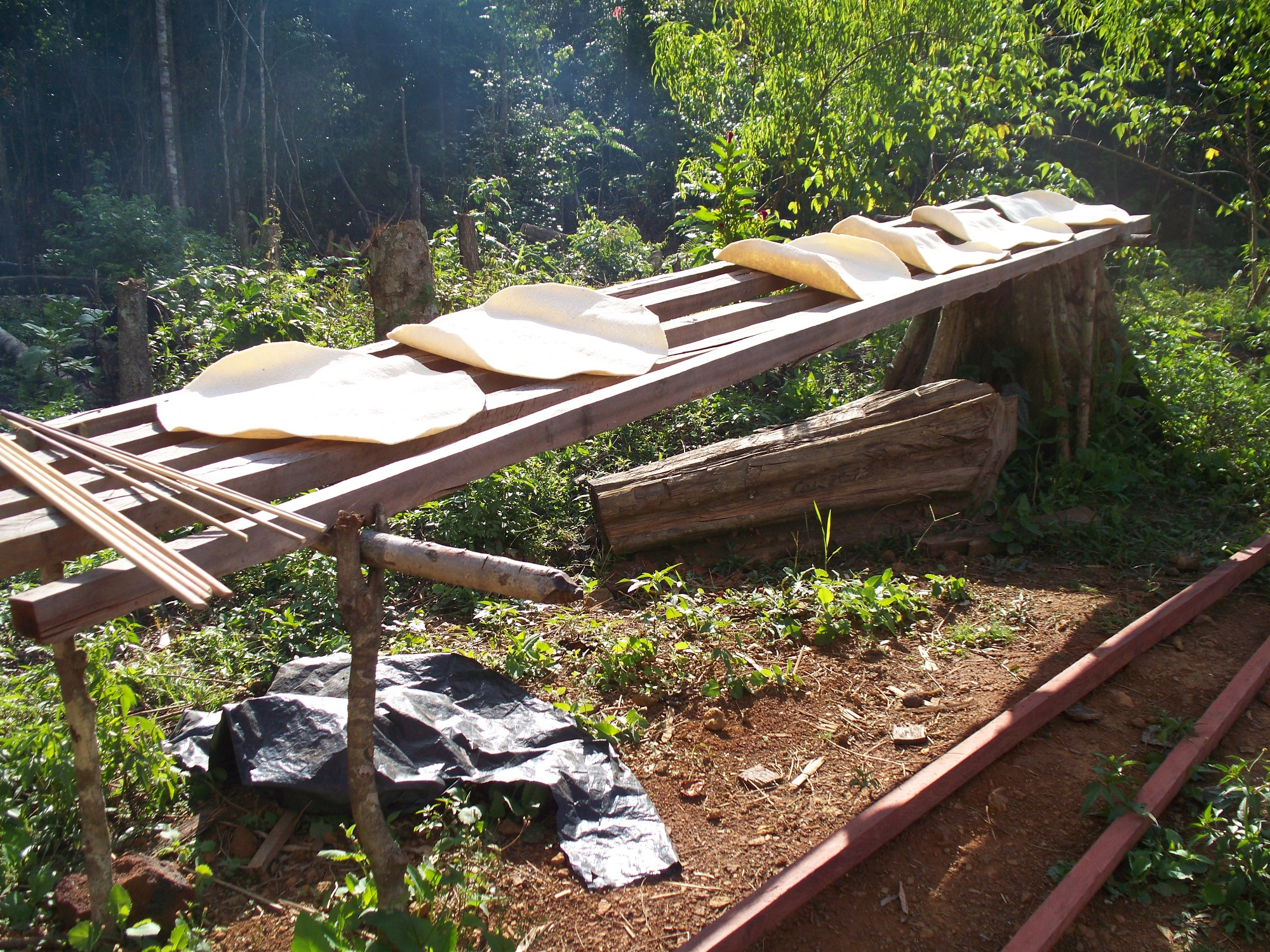
Trocknendes Maniokbrot

Maniokbrot (auf Lingála kwánga genannt) ist eine traditionelle Beilage in der Karibik sowie im Kongobecken auf der Basis von Maniok.

## Herstellung
Die im rohen Zustand blausäurehaltigen Wurzelknollen werden im Kongo geschält, zerrieben und einige Tage eingeweicht. Anschließend wird der Maniok fermentiert, geröstet und in einem Bananenblatt eingewickelt gekocht. Das so entstandene weiße Maniokbrot hat elastische Konsistenz und keinen Eigengeschmack. Es ist jedoch nahrhaft und wird üblicherweise als Beilage zu den unterschiedlichsten Saucen oder Eintöpfen gegessen. In der Karibik wird das Maniokmehl zu waffelartigen Scheiben verarbeitet, die entweder hart und trocken sind und als Beilage gegessen werden oder etwas weicher sind und traditionell mit Kokosmarmelade, in heutiger Zeit auch mit würzigen Zutaten wie Fisch oder Meeresfrüchten gefüllt werden; die weichere Variante wird kassav genannt. Während unverarbeiteter Maniok nur wenige Tage haltbar ist, kann Maniokbrot im Bananenblatt verpackt bis zu 20 Tage aufbewahrt werden, weshalb es auch als Reiseverpflegung Anwendung findet.

## Geschichte
Die Kultivierung von Maniok und die Herstellung von Maniokbrot waren bereits Teil der Ernährung der indigenen Urbevölkerung, als der italienische Seefahrer Christoph Kolumbus 1492 Zentralamerika für Europa „entdeckte“. Maniokbrot hat sich nach den ersten Kontakten der Kongo mit den Portugiesen, welche Maniok in die Region brachten, sehr schnell verbreitet, obwohl die Herstellung relativ aufwendig ist.
In der Karibik war Maniokbrot lange Zeit eher in der indigenen Bevölkerung verbreitet, während sich andere Produkte aus Maniok allgemein großer Beliebtheit erfreuten. Seit den 2010er-Jahren wird aufgrund der steigenden Preise für andere Grundnahrungsmittel der Maniokanbau von staatlicher Seite gefördert, was auch den Konsum von Maniokbrot steigen lässt. Maniokbrot ist das Grundnahrungsmittel in den beiden Kongostaaten.